# Notoperata maculata
Notoperata maculata är en nattsländeart som först beskrevs av Mosely in Mosely och Douglas E. Kimmins 1953.  Notoperata maculata ingår i släktet Notoperata och familjen långhornssländor. Inga underarter finns listade i Catalogue of Life.